# Morte vudù
Morte vudù è un termine coniato da Walter Cannon nel 1942, nota anche come morte psicogena o morte psicosomatica, è il fenomeno della morte improvvisa provocata da un forte shock emotivo, come la paura.
La morte è causata da una risposta emotiva, spesso paura, ad una presunta forza esterna. Spesso la disidratazione e la fine dell'alimentazione contribuiscono alla morte. In Il ramo d'oro di James Frazer la morte vudù è molto frequente in seguito a incantesimi e maledizioni.
La morte vudù è particolarmente nota tra i nativi, nei campi di concentramento o tra i prigionieri di guerra, ma non è specifica per alcuna cultura particolare.
Nel 1942, Walter Bradford Cannon, MD, ora considerato un precursore nella moderna psicologia fisiologica, pubblicò un lavoro in cui postulava l'idea che la paura potesse influenzare una persona al punto che la sua condizione fisica potrebbe deteriorarsi in risposta ad un disagio psicologico.[2] Citando esempi di morti straordinarie (e loro circostanze estranee) nelle società aborigene, Cannon ha ipotizzato che la paura delle conseguenze soprannaturali a tabù sociali infranti causasse le morti a cui si assisteva tra i nativi.
Ciò che Cannon descrive da allora è stata definita come "sindrome da puntamento dell'osso", in cui un individuo riceve una sorta di shock - spesso la rottura di qualche tabù sociale / religioso - che interpreta come un cattivo presagio per se stesso; le sue condizioni fisiche si deteriorano quindi rapidamente e muore entro un periodo di appena 24 ore dopo lo shock iniziale.[2]
Cannon discute l'esempio di una donna Maori che ha appreso che il frutto che aveva mangiato proveniva da un luogo tapu (tabù); meno di 24 ore dopo era morta. Al contrario, Cannon condivide anche l'esempio di un giovane che si era ammalato quando lo stregone locale gli aveva puntato un osso, un tabù sociale che significava una maledizione della morte; tuttavia, quando l'autore ha spiegato al giovane che l'intera faccenda era stata un errore e che nessun osso era stato puntato contro di lui, il giovane è tornato immediatamente in salute.[2]
Cannon nota le somiglianze in ciascun caso: gli individui erano entrambi membri di una società in cui le credenze nel soprannaturale sono ferocemente sostenute, ed entrambi avevano subito quella che entrambi credevano essere una forma di maledizione come dettata dalle loro convinzioni personali; inoltre, gli individui condividevano sintomi fisici simili. Eppure, nel caso del giovane, una volta rimossa la causa del disagio psicologico, la sua misteriosa malattia è scomparsa. Cannon attribuisce queste ripercussioni fisiche piuttosto drastiche come il funzionamento della paura emotiva sulla mente che poi porta alla distruzione della condizione fisica.